# Bytharia lucida
Bytharia lucida là một loài bướm đêm trong họ Geometridae.